# Persone di nome Roland
| Questa pagina contiene informazioni ricavate automaticamente dalle voci biografiche con l'ausilio del template Bio e di un bot. L'aggiornamento è periodico e automatico e ricostruisce completamente la pagina. Se manca una persona in questa lista, sei pregato di non aggiungerla, ma accertati piuttosto che la sua voce biografica contenga il template Bio e che i dati anagrafici siano correttamente compilati. Se il template Bio manca, inseriscilo tu stesso o, in alternativa, metti l'avviso {{tmp\|Bio}} che ne segnala la mancanza. Se i dati riportati sono sbagliati, correggi direttamente la voce biografica; le modifiche saranno visibili in questa lista entro pochi giorni. Per chiarimenti vedi il progetto antroponimi. La lista contiene solo le 185 persone che sono citate nell'enciclopedia e per le quali è stato implementato correttamente il template Bio. Pagina aggiornata al 6 ago 2025. |

Questa è una lista di persone presenti nell'enciclopedia che hanno il nome Roland, suddivise per attività principale.

## Allenatori di calcio(5)
- Roland Juhász, allenatore di calcio e ex calciatore ungherese (Cegléd, n. 1983)
- Roland Kirchler, allenatore di calcio, dirigente sportivo e ex calciatore austriaco (Innsbruck, n. 1970)
- Roly Mills, allenatore di calcio e calciatore inglese (Daventry, n. 1933 - † 2010)
- Roland Schwegler, allenatore di calcio e ex calciatore svizzero (Römerswil, n. 1982)
- Roland Vrabec, allenatore di calcio e ex calciatore tedesco (Francoforte sul Meno, n. 1974)

## Allenatori di pallacanestro(1)
- Rollie Massimino, allenatore di pallacanestro statunitense (Hillside, n. 1934 - West Palm Beach, † 2017)

## Allenatori di sci alpino(2)
- Roland Assinger, allenatore di sci alpino e ex sciatore alpino austriaco (Hermagor-Pressegger See, n. 1973)
- Roland Pfeifer, allenatore di sci alpino e ex sciatore alpino austriaco (n. 1964)

## Altisti(1)
- Roland Dalhäuser, ex altista svizzero (Birsfelden, n. 1958)

## Antropologi(1)
- Roland Burrage Dixon, antropologo statunitense (Worcester, n. 1875 - † 1934)

## Arbitri di calcio(1)
- Roland Herberg, ex arbitro di calcio italiano (Messina, n. 1975)

## Archeologi(1)
- Roland de Vaux, archeologo e traduttore francese (Parigi, n. 1903 - Gerusalemme, † 1971)

## Architetti(1)
- Roland Korn, architetto tedesco (Saalfeld/Saale, n. 1930)

## Arcivescovi cattolici(1)
- Roland Minnerath, arcivescovo cattolico francese (Sarreguemines, n. 1946)

## Artisti(1)
- Fakir Musafar, artista, fotografo e piercer statunitense (Aberdeen, n. 1930 - Menlo Park, † 2018)

## Attori(12)
- Roland Alexandre, attore francese (Parigi, n. 1927 - Parigi, † 1956)
- Roland Bartrop, attore inglese (Walthamstow, n. 1925 - † 1969)
- Roland Bertin, attore francese (Parigi, n. 1930 - Pont-l'Abbé, † 2024)
- Roland Blanche, attore francese (Choisy-le-Roi, n. 1943 - Thiais, † 1999)
- Roland Culver, attore britannico (Highgate, n. 1900 - Henley-on-Thames, † 1984)
- Roland Harrah III, attore, musicista e cantante statunitense (Denver, n. 1973 - Riverside, † 1995)
- Roland Hedlund, attore svedese (Ersmark, n. 1933 - Skellefteå, † 2019)
- Roland Lesaffre, attore francese (Clermont-Ferrand, n. 1927 - Parigi, † 2009)
- Roland Møller, attore danese (Odense, n. 1972)
- Roland Giraud, attore francese (Rabat, n. 1942)
- Roland Winters, attore statunitense (Boston, n. 1904 - Englewood, † 1989)
- Roland Young, attore britannico (Londra, n. 1887 - New York City, † 1953)

## Avvocati(1)
- Roland Dumas, avvocato e politico francese (Limoges, n. 1922 - Parigi, † 2024)

## Baritoni(1)
- Roland Hermann, baritono tedesco (Bochum, n. 1936 - Zurigo, † 2020)

## Biatleti(1)
- Roland Lessing, ex biatleta estone (Tartu, n. 1978)

## Bobbisti(3)
- Roland Beerli, ex bobbista svizzero
- Roland Tanner, ex bobbista svizzero
- Roland Wetzig, ex bobbista tedesco (Oschatz, n. 1959)

## Calciatori(39)
- Roland Alberg, ex calciatore olandese (Hoorn, n. 1990)
- Roland Baas, calciatore olandese (Winschoten, n. 1996)
- Roland Bättig, ex calciatore svizzero (n. 1979)
- Roland Bergkamp, ex calciatore olandese (Amstelveen, n. 1991)
- Roland Crispin, ex calciatore haitiano (n. 1939)
- Roland Dean, ex calciatore giamaicano (n. 1982)
- Roland Dervishi, ex calciatore albanese (Peqin, n. 1982)
- Roland Ducke, calciatore tedesco orientale (Bensen, n. 1934 - Jena, † 2005)
- Roland Ducommun, calciatore svizzero (n. 1912 - † 1979)
- Roland Eschlmüller, ex calciatore austriaco (n. 1943)
- Roland Gigolaev, ex calciatore russo (Tbilisi, n. 1990)
- Roland Grahammer, ex calciatore tedesco (Augusta, n. 1963)
- Roland Grip, calciatore svedese (Föllinge, n. 1941 - Uppsala, † 2024)
- Roland Guillas, calciatore francese (Lorient, n. 1936 - Mérignac, † 2022)
- Roland Hattenberger, ex calciatore austriaco (Jenbach, n. 1948)
- Roland Hilti, ex calciatore liechtensteinese (n. 1963)
- Roland Idowu, calciatore irlandese (Dublino, n. 2002)
- Roland Iljadhi, ex calciatore albanese (Valona, n. 1963)
- Roland Kollmann, ex calciatore austriaco (Villach, n. 1976)
- Roland Lamah, ex calciatore ivoriano (Abidjan, n. 1987)
- Roland Linz, ex calciatore austriaco (Leoben, n. 1981)
- Roland Mitoraj, ex calciatore francese (Bourges, n. 1940)
- Roland Roli Moser, ex calciatore liechtensteinese (n. 1962)
- Roland Müller, calciatore tedesco (Colonia, n. 1988)
- Roland Niczuly, calciatore rumeno (Târgu Secuiesc, n. 1995)
- Roland Peqini, ex calciatore albanese (Elbasan, n. 1990)
- Roland Rossel, calciatore svizzero (Tramelan-Dessus, n. 1915 - La Neuveville, † 2002)
- Roland Sallai, calciatore ungherese (Budapest, n. 1997)
- Roland Sandberg, ex calciatore svedese (Karlskrona, n. 1946)
- Roland Schaack, ex calciatore lussemburghese (n. 1973)
- Roland Schmitt, calciatore francese (Eaubonne, n. 1912 - Lione, † 1954)
- Roland Števko, calciatore slovacco (Levice, n. 1983)
- Roland Szolnoki, calciatore ungherese (Mór, n. 1992)
- Roland Ugrai, calciatore ungherese (Békéscsaba, n. 1992)
- Roland Varga, calciatore ungherese (Budapest, n. 1990)
- Roland Wagner, ex calciatore francese (Drusenheim, n. 1955)
- Roland Wohlfarth, ex calciatore tedesco (Bocholt, n. 1963)
- Roland Zajmi, ex calciatore albanese (Tirana, n. 1973)
- Roland Černák, calciatore slovacco (Trebišov, n. 1997)

## Canoisti(1)
- Roland Kökény, canoista ungherese (n. 1975)

## Canottieri(1)
- Roland Schröder, ex canottiere tedesco (n. 1962)

## Cantanti(3)
- Roland Kaiser, cantante tedesco (Berlino, n. 1952)
- Roland Orzabal, cantante e chitarrista britannico (Portsmouth, n. 1961)
- Steve Taylor, cantante, regista e produttore cinematografico statunitense (Brawley, n. 1957)

## Cestisti(7)
- Roland van den Bergh, ex cestista olandese (n. 1959)
- Roland Gray, ex cestista statunitense (St. Louis, n. 1967)
- Roland Halm, ex cestista e dirigente sportivo ungherese (Budapest, n. 1969)
- Roland Minson, cestista e allenatore di pallacanestro statunitense (Idaho Falls, n. 1929 - Afton, † 2020)
- Roland Rahm, ex cestista svedese (Huddinge, n. 1955)
- Fatty Taylor, cestista statunitense (Washington, n. 1946 - Denver, † 2017)
- Roland West, ex cestista statunitense (n. 1944)

## Chimici(1)
- Roland Heinrich Scholl, chimico svizzero (Zurigo, n. 1865 - Mörtitz, † 1945)

## Chitarristi(2)
- Roland Dyens, chitarrista, compositore e arrangiatore francese (Tunisi, n. 1955 - Parigi, † 2016)
- Roland Grapow, chitarrista tedesco (Amburgo, n. 1959)

## Ciclisti su strada(6)
- Roland Berland, ex ciclista su strada francese (Saint-Laurent-de-la-Salle, n. 1945)
- Roland Le Clerc, ex ciclista su strada francese (Saint-Brieuc, n. 1963)
- Roland Meier, ex ciclista su strada svizzero (Dällikon, n. 1967)
- Roland Salm, ex ciclista su strada svizzero (Riniken, n. 1951)
- Roland Thalmann, ciclista su strada svizzero (Romoos, n. 1993)
- Roland Zöffel, ex ciclista su strada e pistard svizzero (Münster, n. 1938)

## Ciclocrossisti(1)
- Roland Liboton, ex ciclocrossista belga (Lovanio, n. 1957)

## Comici(1)
- Roland Armontel, comico e attore francese (Vimoutiers, n. 1901 - Parigi, † 1980)

## Compositori(1)
- Orlando di Lasso, compositore fiammingo (Mons, n. 1532 - Monaco di Baviera, † 1594)

## Coreografi(1)
- Roland Petit, coreografo e ballerino francese (Villemomble, n. 1924 - Ginevra, † 2011)

## Culturisti(1)
- Roland Kickinger, culturista e attore austriaco (Vienna, n. 1968)

## Direttori d'orchestra(1)
- Roland Böer, direttore d'orchestra tedesco (Bad Homburg vor der Höhe, n. 1970)

## Dirigenti sportivi(1)
- Roland Habisreutinger, dirigente sportivo svizzero (Sierre, n. 1973)

## Discoboli(1)
- Roland Varga, discobolo ungherese (Budapest, n. 1977)

## Disegnatori(1)
- Roland Caillaux, disegnatore e attore francese (Parigi, n. 1905 - Parigi, † 1977)

## Economisti(1)
- Roland McKean, economista statunitense (Mulberry Grove, n. 1917 - Chapel Hill, † 1993)

## Filosofi(1)
- Roland Dalbiez, filosofo francese (VII arrondissement di Parigi, n. 1893 - Rennes, † 1976)

## Fisioterapisti(1)
- Roland Solère, fisioterapista francese (Portel-des-Corbières, n. 1951)

## Fondisti(2)
- Roland Clara, ex fondista italiano (Brunico, n. 1982)
- Roland Ruepp, fondista, biatleta e paraciclista italiano (Malles Venosta, n. 1965)

## Ginnasti(1)
- Roland Brückner, ex ginnasta tedesco (Köthen, n. 1955)

## Giocatori di baseball(1)
- Rollie Fingers, ex giocatore di baseball statunitense (Steubenville, n. 1946)

## Giocatori di football americano(4)
- Champ Bailey, ex giocatore di football americano statunitense (Fort Campbell, n. 1978)
- Roland Barbay, ex giocatore di football americano statunitense (New Orleans, n. 1964)
- Roland James, ex giocatore di football americano statunitense (Xenia, n. 1958)
- Rolly Woolsey, ex giocatore di football americano statunitense (Provo, n. 1953)

## Giocatori di poker(1)
- Roland de Wolfe, giocatore di poker inglese (Londra, n. 1979)

## Hockeisti su ghiaccio(2)
- Roland Hofer, hockeista su ghiaccio italiano (Vipiteno, n. 1990)
- Roland Ramoser, ex hockeista su ghiaccio italiano (Bolzano, n. 1972)

## Illustratori(1)
- Roland Topor, illustratore, paroliere e drammaturgo francese (Parigi, n. 1938 - Parigi, † 1997)

## Imprenditori(2)
- Ernie Ball, imprenditore e musicista statunitense (Santa Monica, n. 1930 - San Luis Obispo, † 2004)
- Roland Duchâtelet, imprenditore e politico belga (Merksem, n. 1946)

## Ingegneri(1)
- Roland Gumpert, ingegnere e imprenditore tedesco (Ziegenhals, n. 1944)

## Inventori(1)
- Roland Moreno, inventore e imprenditore francese (Il Cairo, n. 1945 - Parigi, † 2012)

## Lottatori(1)
- Roland Schwarz, lottatore tedesco (Mosca, n. 1996)

## Magistrati(1)
- Roland Freisler, magistrato e politico tedesco (Celle, n. 1893 - Berlino, † 1945)

## Marciatori(1)
- Roland Wieser, ex marciatore tedesco (Zschopau, n. 1956)

## Matematici(1)
- Roland Weitzenböck, matematico austriaco (Kremsmünster, n. 1885 - Zelhem, † 1955)

## Militari(1)
- Roland Buchs-Binz, ufficiale svizzero (Friburgo, n. 1940 - Düdingen, † 2022)

## Musicisti(1)
- Roland Gift, musicista e attore britannico (Birmingham, n. 1961)

## Musicologi(1)
- Roland de Candé, musicologo, compositore e critico musicale francese (Parigi, n. 1923 - Château-Gontier, † 2013)

## Nobili(2)
- Roland Cubitt, III barone Ashcombe, nobile inglese (Londra, n. 1899 - Surrey, † 1962)
- Roland di Galloway, nobile scozzese (Northampton, † 1200)

## Nuotatori(2)
- Roland Matthes, nuotatore tedesco (Pößneck, n. 1950 - Wertheim, † 2019)
- Roland Schoeman, nuotatore sudafricano (Pretoria, n. 1980)

## Pallamanisti(1)
- Roland Gunesch, ex pallamanista rumeno (n. 1944)

## Pallanuotisti(4)
- Roland Freund, ex pallanuotista tedesco (Timișoara, n. 1955)
- Roland Moellé, ex pallanuotista francese (Saint-Dié-des-Vosges, n. 1940)
- Roland Sierens, pallanuotista belga (Gand, n. 1925)
- Roland Spångberg, pallanuotista svedese (Stoccolma, n. 1923 - Stoccolma, † 2011)

## Pallavolisti(1)
- Roland Gergye, pallavolista ungherese (Kaposvár, n. 1993)

## Pianisti(1)
- Roland Hanna, pianista e compositore statunitense (Detroit, n. 1932 - Hackensack, † 2002)

## Piloti automobilistici(2)
- Roland Asch, pilota automobilistico tedesco (Altingen, n. 1950)
- Roland Ratzenberger, pilota automobilistico austriaco (Salisburgo, n. 1960 - Bologna, † 1994)

## Piloti motociclistici(2)
- Roland Freymond, pilota motociclistico svizzero (n. 1953)
- Roland Resch, pilota motociclistico austriaco (Vienna, n. 1984)

## Pistard(2)
- Roland Günther, ex pistard tedesco (Zwingenberg, n. 1962)
- Roland Hennig, ex pistard tedesco (Hoyerswerda, n. 1967)

## Pittori(3)
- Roland Bierge, pittore e litografo francese (Boucau, n. 1922 - Saint-Antoine, † 1991)
- Roland Penrose, pittore, storico e poeta britannico (Londra, n. 1900 - Chiddingly, † 1984)
- Roland Sabatier, pittore e scrittore francese (Tolosa, n. 1942 - Parigi, † 2022)

## Politici(3)
- Roland Burris, politico statunitense (Centralia, n. 1937)
- Roland Koch, politico tedesco (Francoforte sul Meno, n. 1958)
- Roland Riz, politico, giurista e avvocato italiano (Bolzano, n. 1927)

## Pugili(1)
- Roland La Starza, pugile statunitense (Bronx, n. 1927 - Port Orange, † 2009)

## Rapper(1)
- Cadence Weapon, rapper canadese (Edmonton, n. 1986)

## Registi(4)
- Roland Emmerich, regista, sceneggiatore e produttore cinematografico tedesco (Stoccarda, n. 1955)
- Roland Joffé, regista inglese (Londra, n. 1945)
- Roland West, regista statunitense (Cleveland, n. 1885 - Santa Monica, † 1952)
- Roy William Neill, regista, produttore cinematografico e sceneggiatore irlandese (Irlanda, n. 1887 - Londra, † 1946)

## Rugbisti a 15(1)
- Roland Suniula, rugbista a 15 statunitense (Pago Pago, n. 1986)

## Saggisti(1)
- Roland Barthes, saggista, critico letterario e linguista francese (Cherbourg, n. 1915 - Parigi, † 1980)

## Scenografi(1)
- Roland Anderson, scenografo statunitense (Boston, n. 1903 - Los Angeles, † 1989)

## Schermidori(3)
- Roland Losert, ex schermidore austriaco (Vienna, n. 1945)
- Roland Schlosser, schermidore austriaco (Bregenz, n. 1982)
- Roland Wommack, schermidore statunitense (Filadelfia, n. 1936 - † 2018)

## Sciatori alpini(7)
- Roland Baier, ex sciatore alpino austriaco
- Roland Collombin, ex sciatore alpino svizzero (Bagnes, n. 1951)
- Roland Fischnaller, ex sciatore alpino italiano (Brunico, n. 1975)
- Roland Leitinger, ex sciatore alpino austriaco (Sankt Johann in Tirol, n. 1991)
- Roland Lutz, ex sciatore alpino svizzero (n. 1959)
- Roland Roche, ex sciatore alpino francese (Alpe d'Huez, n. 1952)
- Roland Thöni, sciatore alpino italiano (Stelvio, n. 1951 - Bolzano, † 2021)

## Scrittori(5)
- Roland Fréart de Chambray, scrittore e traduttore francese (Le Mans, n. 1606 - Le Mans, † 1676)
- Roland Laudenbach, scrittore, editore e sceneggiatore francese (Parigi, n. 1921 - Parigi, † 1991)
- Roland Dorgelès, scrittore e giornalista francese (Amiens, n. 1885 - Parigi, † 1973)
- Ronald M. Schernikau, scrittore tedesco (Magdeburgo, n. 1960 - Berlino, † 1991)
- Roland Charles Wagner, scrittore francese (Bab El Oued, n. 1960 - Laruscade, † 2012)

## Slittinisti(1)
- Roland Urban, slittinista cecoslovacco (Smržovka, n. 1940 - Smržovka, † 2011)

## Snowboarder(1)
- Roland Fischnaller, snowboarder italiano (Bressanone, n. 1980)

## Sociologi(2)
- Roland Benedikter, sociologo italiano (Brunico, n. 1965)
- Roland Robertson, sociologo britannico (Blofield, n. 1938 - Leicester, † 2022)

## Storici dell'arte(1)
- Roland Guenter, storico dell'arte tedesco (Herford, n. 1936)

## Tennisti(1)
- Roland Stadler, ex tennista svizzero (Zurigo, n. 1959)

## Teologi(1)
- Roland Bainton, teologo inglese (Ilkeston, n. 1894 - † 1984)

## Velocisti(2)
- Roland Bombardella, ex velocista lussemburghese (Dudelange, n. 1957)
- Roland Németh, ex velocista ungherese (n. 1974)

## Senza attività specificata(1)
- Roland Borșa, rumeno († 1301)